# Anastrepha fenestrata
Anastrepha fenestrata är en tvåvingeart som beskrevs av Lutz och Lima 1918. Anastrepha fenestrata ingår i släktet Anastrepha och familjen borrflugor. Inga underarter finns listade i Catalogue of Life.